# Камата
Камата, также Каматапур, — царство на территории современного Ассама, Бангладеш и Западной Бенгалии, образовалось в западной части государства Камарупа в XIII веке после падения династии Пала. Царством управляли Кхены, на смену которым пришёл Алауддин Хусайн-шах, тюрко-афганский правитель Гауды. Алауддин Хусайн-шах создал сложную структуру управления, однако ему не удалось сохранить политический контроль над страной, который перешёл к династии Куч. Хотя кучские цари называли себя Каматешварами, их государство стало называться также «Кучское царство». Государство Камата смогло значительно увеличить свою территорию и приобрести могущество.
На западе Камата находилась Каратоя, на востоке — Брахмапутра, на севере располагались Дуары, а на юге — бассейн Падма-Брахмапутры.
Первым царём Камата был Сангалдип. Последовательное изложение событий в царстве Камапа прослеживается только с момента падения Камапупы.

## Династия Кхен
Династия Кхен правила в столичном городе Госанимари, в современном округе Куч-Бихар. Последний царь Ниламбар (1480—1498) расширил границы государства, овладев территорией Куч-Бихара и Ассама (Кампур и Дарранг), а также северной частью округа Маймансингх в Бангладеш и восточной частью округа Динаджпур (Sarkar 1992:44).

## Вторжение Хусайн-шаха
Алауддин Хусайн-шах (1493—1519), афганский правитель Бенгалии в Гауре, в 1498 году сместил последнего царя Кхенов. по традиции считается что поводом для вторжения стало поведение министра-брамина, сын которого находился в любовной связи с царицей Каматы. Алауддин Хуссайн-шах собрал 24 тысячи солдат, конницу и флот и вторгся в Камату (Sarkar 1992:46). После длительных кровопролитных сражений он уничтожил укрепления и присоединил обширный регион вплоть до Хаджо.
Хусайн-шах ликвидировал местных правителей и установил военную власть, стал чеканить монеты с надписью «покоритель Камру, Камата». После этого он расширил зону своего контроля до границ Ахома. Однако местные правители взбунтовались, и в результате он не смог удержать ни военный, ни политический контроль над страной. В ходе мятежа он был свергнут и была установлена династия Куч.
Его монеты имели хождение вплоть до 1518 года. Шейх Гияуддин Алия из Мекки основал мусульманское поселение в Хаджо, его могила с землёй, принесённой из Мекки, привлекала многих паломников (Sarkar 1992:48).

## Династия Куч
К власти пришла другая тибето-бирманская династия Куч Раджбонгши. Династия приобрела могущество, но в XVI веке восточная часть царства Куч-Хаджо объявила независимость, разделение сохранилось до сих пор как граница штатов Ассам и Западная Бенгалия.
Куч-Хаджо не смогло устоять против Империи Великих Моголов и стало ареной борьбы между моголами и Ахомом. Куч-Бихар (княжество)/Куч-Бихар смог выстоять под протекторатом моголов, а потом под протекторатом Британской Империи.